# 톰 킹 (작가)
톰 킹(영어: Tom King, 1978년 7월 15일 ~ )은 미국의 작가, 만화가이며 전직 중앙정보국 요원이다. 마블 코믹스의 비전, DC 코믹스의 배트맨, 미스터 미라클의 작가로 잘 알려져있다.